# Dolina Rybiego Potoku

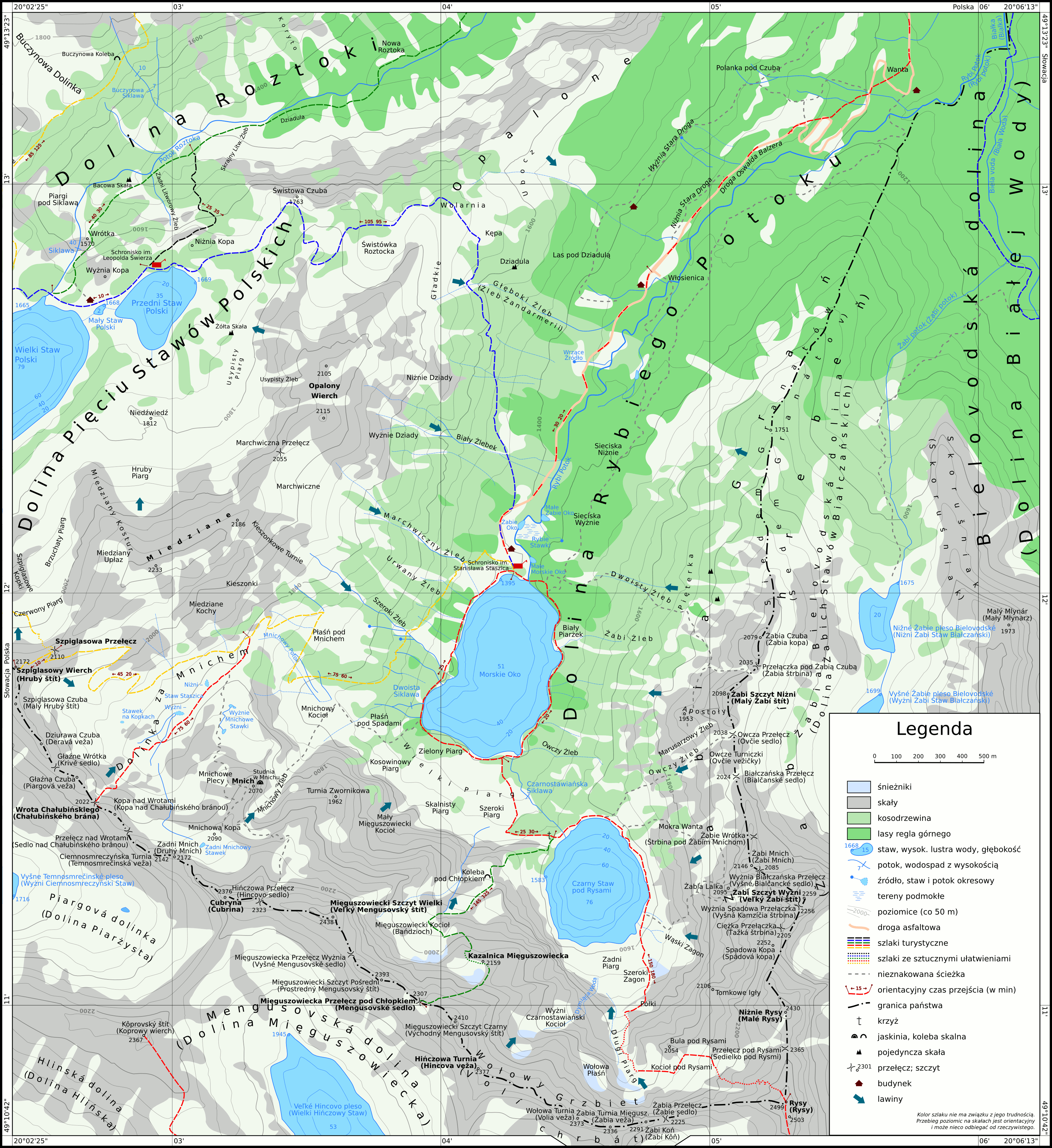
Mapa doliny

Dolina Rybiego Potoku (niem. Fischseetal, słow. dolina Rybieho potoka, węg. Halas-tavi-völgy, dawniej także Dolina Morskiego Oka, Dolina Mickiewicza) – dolina w Tatrach Wysokich, odgałęzienie Doliny Białki. Powierzchnia doliny wynosi ok. 11,5 km², długość ok. 5,5 km. Granice doliny tworzą:
- północno-wschodnia grań Szpiglasowego Wierchu
- grań główna Tatr na odcinku od Szpiglasowego Wierchu po Rysy
- północna grań Rysów po Siedem Granatów[4]

Dolina odgałęzia się na wysokości około 1150 m, w odległości około 4, 5 km na południe od Łysej Polany. Ma jedno odgałęzienie – Dolinkę za Mnichem i typową dla dolin polodowcowych budowę piętrową. W środkowym piętrze doliny znajduje się największe jezioro tatrzańskie – Morskie Oko. Wyższe piętra to podcięte progami lodowcowymi Czarnostawiański Kocioł, Bańdzioch, Kocioł Kazalnicy i Dolina za Mnichem. W dolinie występują utworzone przez lodowce moreny boczne, moreny czołowe i moreny denne. Doliną płynie Rybi Potok wypływający z Morskiego Oka. Na tyłach starego schroniska, po wschodniej stronie potoku znajduje się małe, gruszkowatego kształtu jeziorko – Stawek przy Stadliskach. Nieco poniżej Rybi Potok rozlewa się w kolejne jeziorka – Rybie Stawki: Małe Morskie Oko, Żabie Oko i Małe Żabie Oko. W pobliżu gajówki pod Wantą Rybi Potok łączy się z Białą Wodą, tworząc Białkę.
W ukształtowaniu doliny wyraźnie widoczna jest rzeźbotwórcza działalność lodowców plejstoceńskich: zawieszone cyrki lodowcowe, podciosy lodowcowe, wygłady, wały recesyjnych moren czołowo-bocznych. Na wyraźnym wale moreny czołowej okalającej Morskie Oko od północy zbudowano schronisko. W dolinie można zobaczyć wszystkie piętra roślinne od regla dolnego po środowisko turni (jedyny taki obszar w Polsce). Szczególnie cenne są zachowane pierwostany górnoreglowych borów świerkowo-limbowych. Flora doliny składa się z ok. 350 gatunków roślin naczyniowych, w tym ok. 170 gatunków to rośliny wysokogórskie. W dolinie spotyka się także jelenie (rykowisko koło Wanty), niedźwiedzie, rysie, świstaki tatrzańskie i kozice.
Dolina Rybiego Potoku jest dostępna dla turystów. Wytyczone w niej szlaki turystyczne prowadzą w kierunku schroniska i Morskiego Oka. Jeszcze przed schroniskiem odchodzi znakowana droga przez grzbiet Opalonego do Doliny Pięciu Stawów Polskich. W pobliżu schroniska zbiegają się drogi prowadzące wokół Morskiego Oka, nad Czarny Staw i dalej na Rysy lub przez Kazalnicę na Mięguszowiecką Przełęcz pod Chłopkiem, przez Dolinę za Mnichem na Wrota Chałubińskiego lub na Szpiglasową Przełęcz i dalej do Doliny Pięciu Stawów Polskich.
W Dolinie Rybiego Potoku jest kilka polan: Włosienica, Szałasiska, Polanka pod Uboczą, Stadliska. Ich stan jest różny. Włosienica jest wybrukowana kamieniami, na Szałasiskach znajduje się obozowisko taterników, Polanka pod Uboczą i Stadliska zarastają lasem. Dolina miała swoją przeszłość pasterską. Istniały w niej dwie hale: Hala Morskie Oko i Hala za Mnichem. Górna granica lasu nie uległa jednak wskutek pasterstwa sztucznemu obniżeniu, jak bywało to na innych halach. Na dnie doliny nastąpiło natomiast jej naturalne obniżenie wskutek inwersji temperatury.

## Szlaki turystyczne
z Toporowej Cyrhli przez Psią Trawkę, Rówień Waksmundzką, dalej Doliną Rybiego Potoku wzdłuż szosy nad Morskie Oko i obok Czarnego Stawu na Rysy.
- Czas przejścia od Wodogrzmotów Mickiewicza do schroniska nad Morskim Okiem: 1:30 h, ↓ 1:15 h
- Czas przejścia od schroniska do Czarnego Stawu: 50 min, ↓ 40 min
- Czas przejścia od schroniska na Rysy: 3:50 h, ↓ 3:10 h

 – asfaltowa szosa z parkingu na polanie Palenica Białczańska (niedostępna dla samochodów), łącząca się z czerwonym szlakiem przed Wodogrzmotami Mickiewicza. Czas przejścia z Palenicy nad Morskie Oko: 2:20 h, ↓ 1:55 h
 dookoła Morskiego Oka. Czas przejścia: 50 min
 znad Morskiego Oka przez Świstówkę Roztocką do schroniska PTTK w Dolinie Pięciu Stawów Polskich. Czas przejścia: 2 h, w drugą stronę 1:40 h
 znad Morskiego Oka na Szpiglasową Przełęcz („Ceprostrada”). Czas przejścia: 2:15 h, ↓ 1:40 h
 od szlaku żółtego na Wrota Chałubińskiego. Czas przejścia: 1 h, ↓ 45 min
 znad Czarnego Stawu przez Kazalnicę Mięguszowiecką na Mięguszowiecką Przełęcz pod Chłopkiem. Czas przejścia: 2:30 h, ↓ 2 h

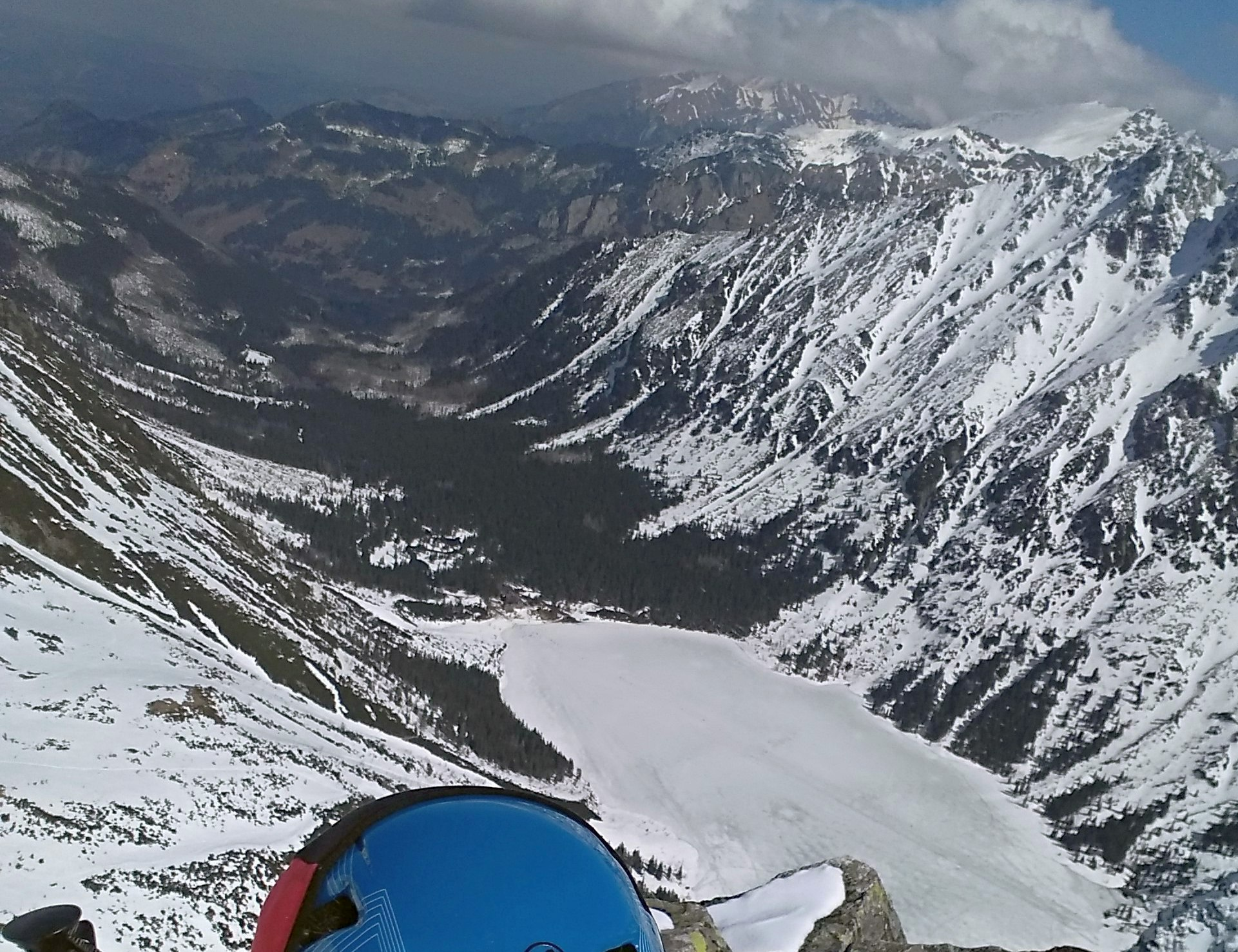
Widok z Cubryny
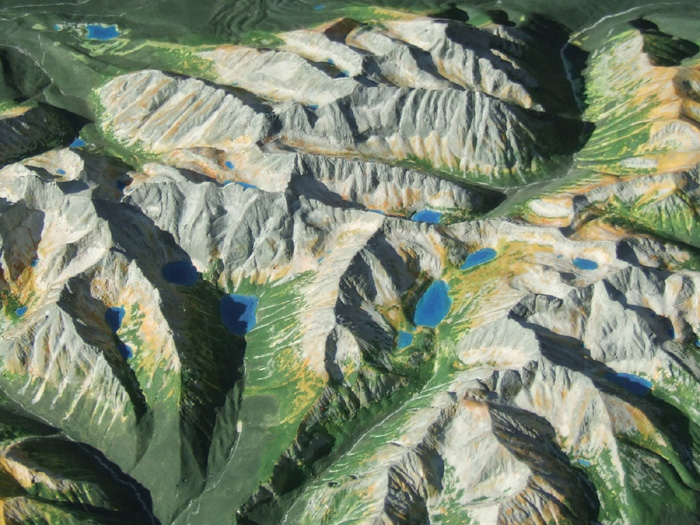
Dolina Rybiego Potoku i Dolina Pięciu Stawów Polskich na mapie plastycznej Tatr
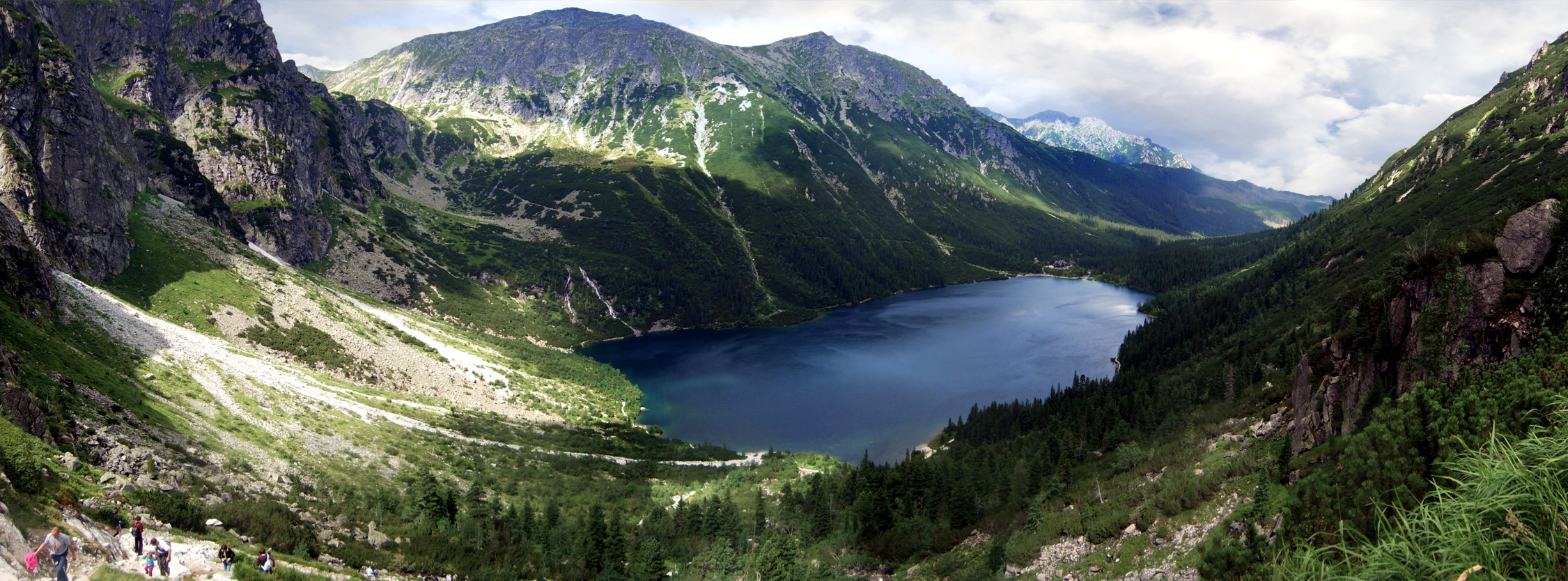
Morskie Oko i Dolina Rybiego Potoku
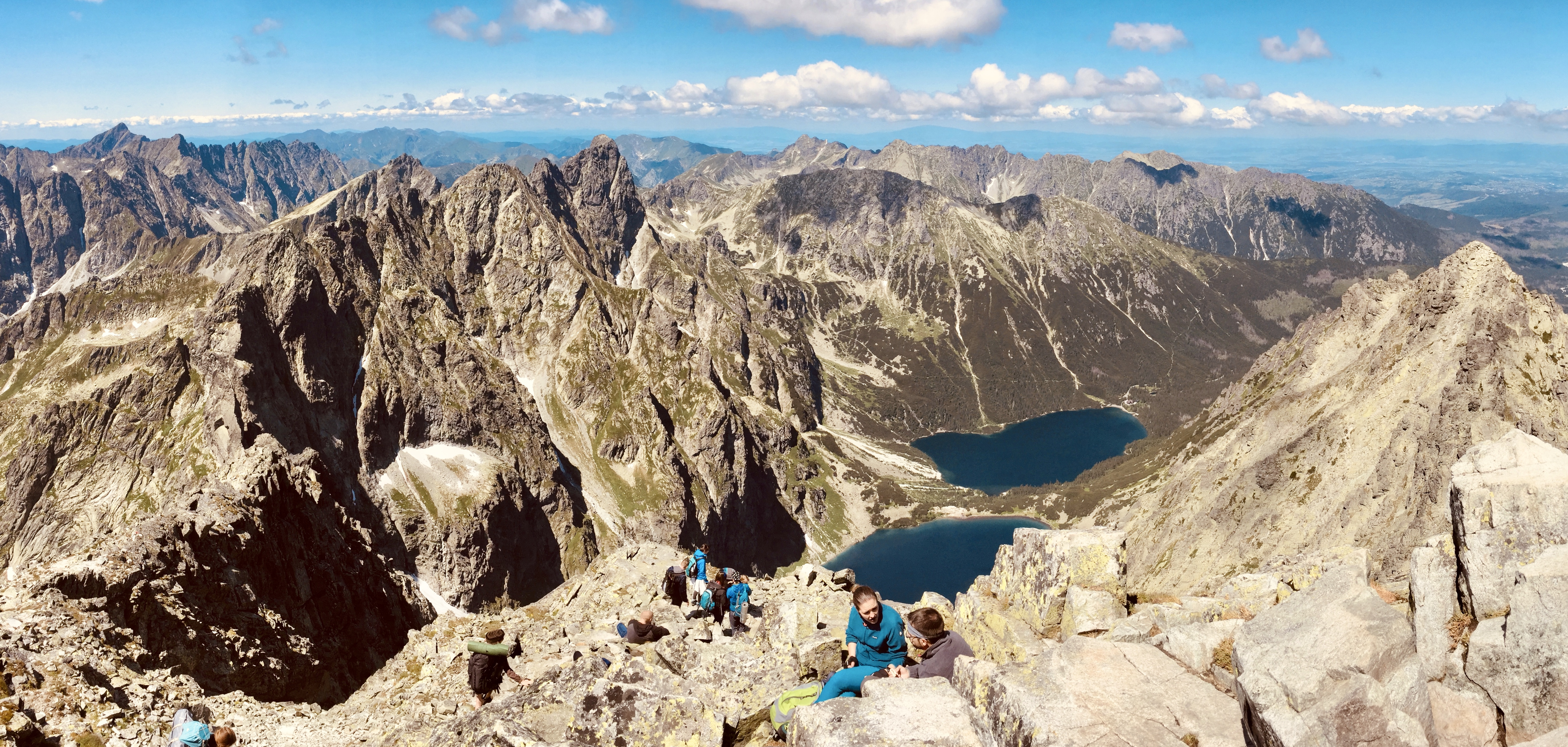
Widok z Rysów na Dolinę Rybiego Potoku
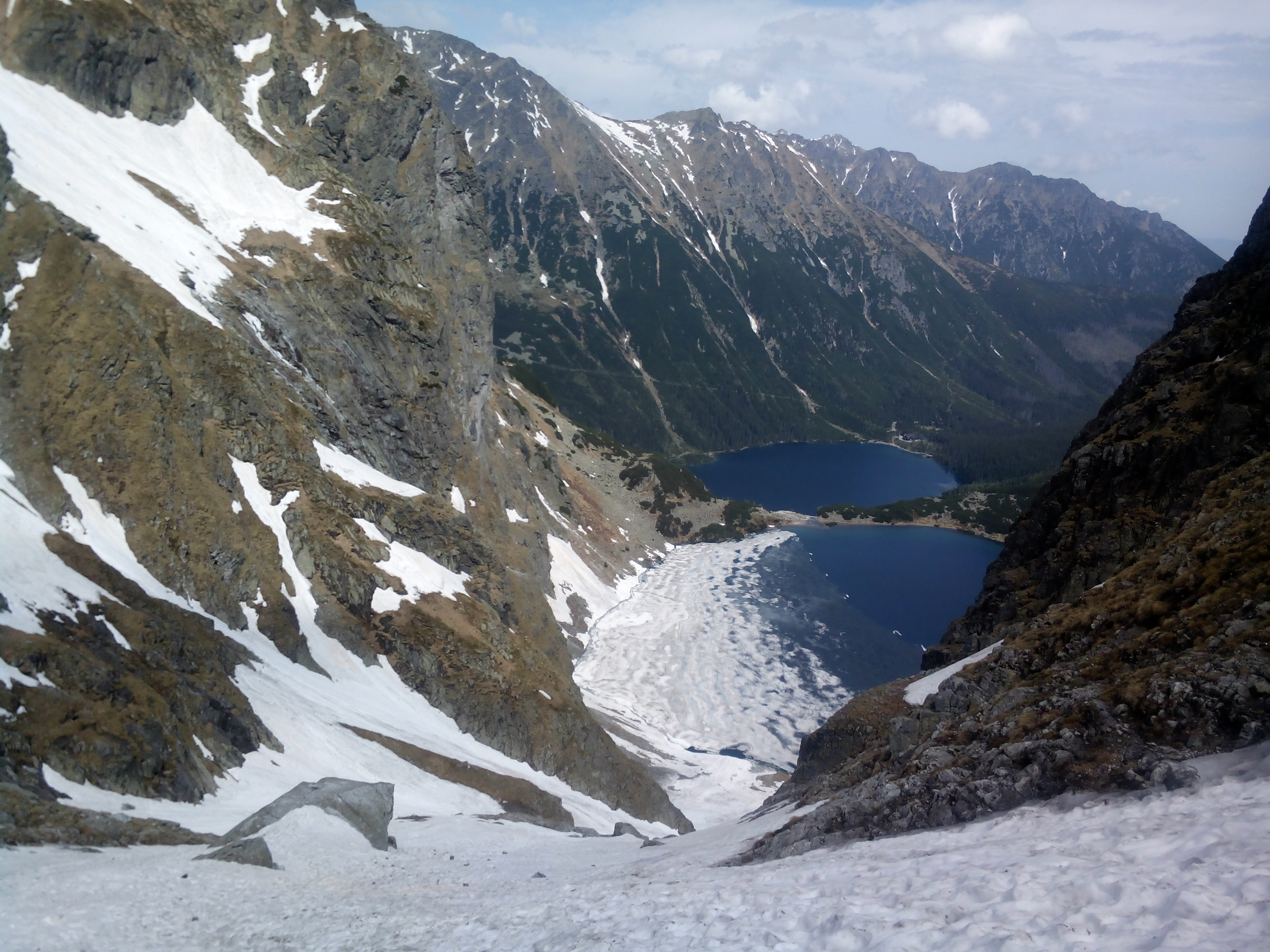
Górna część doliny